# Ari Bragi Kárason
Ari Bragi Kárason (ur. 9 lutego 1989) – islandzki lekkoatleta, trębacz i sztangista.

## Kariera lekkoatletyczna
Lekkoatletykę zaczął trenować w listopadzie 2013.
16 lipca 2016 w Hafnarfjörður pobił rekord Islandii w biegu na 100 m, od ponad 19 lat należący do Jóna Arnara Magnússona, czasem 10,52 s. 30 lipca tegoż roku ustanowił kolejny rekord, uzyskując w Borgarnes czas 10,38 s, jednakże z powodu zbyt silnego wiatru nie został on uznany.
Pięciokrotny medalista igrzysk małych państw Europy: srebrny w sztafecie 4 × 100 m i brązowy w biegu na 100 m z 2015, a także złoty w sztafecie 4 × 100 m oraz brązowy na 100 i 200 m z 2017. Dwukrotny złoty medalista mistrzostw małych krajów Europy z 2016: na 100 i 200 m oraz z 2018 w sztafecie szwedzkiej.
W 2014 został brązowym medalistą mistrzostw Islandii w biegu na 100 i 200 m. Zdobył także złoty medal halowych mistrzostw kraju w sztafecie 4 × 400 m i brązowy w biegu na 200 m. W 2015 został wicemistrzem Islandii w biegu na 100 m oraz halowym wicemistrzem kraju w biegu na 60 m. W 2016 wywalczył złoto halowych mistrzostw Islandii na 60 m i brąz na 200 m. Reprezentant klubu FH.

### Rekordy życiowe
Na podstawie:
- 60 m (hala) – 6,95 s (Hafnarfjörður, 28 lutego 2015)
- 100 m – 10,38w s (Borgarnes, 30 lipca 2016)[4] / 10,51 s (Hafnarfjörður, 2 lipca 2017), rekord Islandii[19]
- 200 m – 21,30 s (Cork, 28 czerwca 2016)
- 200 m (hala) – 21,95 s (Hafnarfjörður, 28 lutego 2015)

Jest rekordzistą Islandii w sztafecie 4 × 100 m z czasem 40,72 s (Stara Zagora, 20 czerwca 2015), a także halowym rekordzistą kraju w sztafecie 4 × 200 m z czasem 1:27,94 s (Reykjavík, 11 marca 2017).

## Kariera ciężarowa
W 2013 został mistrzem Islandii w dwuboju ciężarowym w kategorii do 85 kg oraz zdobył brązowy medal mistrzostw kraju w trójboju w wadze do 93 kg. W dwuboju reprezentuje klub KFA, a w trójboju jest zawodnikiem klubu Grótta.

## Kariera muzyczna
Gra na trąbce od najmłodszych lat. W 2008 roku ukończył Tónlistarskóla FÍH, a cztery lata później ukończył z wyróżnieniem The New School for Jazz and Contemporary Music, po czym został nauczycielem gry na trąbce w Tónlistarskóla Seltjarnarness. W 2014 został artystą roku w Seltjarnarnes.
Współpracował z wieloma artystami zarówno zagranicznymi (m.in. Norah Jones, Ane Brun, Tigran Hamasjan), jak i krajowymi (m.in. Sigur Rós, Hjaltalín, Stórsveit Reykjavíkur, Jóel Pálsson, Kristjana Stefánsdóttir).

## Życie prywatne
W czerwcu 2020 jego narzeczona Dóróthea Jóhannesdóttir urodziła mu córkę Ellen Ingę.